# آلن داونی
آلن. بی. داونی (به انگلیسی: Allen B. Downey) (زاده ۱۱ مه ۱۹۶۷ میلادی) یک آمریکایی دانشمند علوم رایانه، استاد دانشگاه علوم رایانه در دانشگاه صنعتی فرانکلین دبلیو اولین و نویسنده کتابهای متن رایگان است.

## زندگی‌نامه
داونی در ۱۹۸۹ کارشناسی و در ۱۹۹۰ کارشناسی ارشد خود را، هر دو در زمینه مهندسی عمران و از انیستیتو تکنولوژی ماساچوست گرفت. وی مدرک دکترایش را در علوم رایانه در سال ۱۹۹۷ از دانشگاه کالیفرنیا در برکلی اخذ کرد.
او کارش را در سال ۱۹۹۵ به عنوان یک محقق در مرکز ابر رایانه ساندیگو آغاز کرد. در سال ۱۹۹۷ به عنوان استادیار رشته رایانه در کالج کولبی و در سال ۲۰۰۰ با همان عنوان در کالج ولزلی به کار پرداخت. در سال ۲۰۰۲ در دانشگاه بوستون محقق بود و در سال ۲۰۰۳ استاد دانشگاه صنعتی فرانکلین دبلیو اولین در زمینه علوم رایانه شد. در سالهای ۲۰۰۹ و ۲۰۱۰ وی به عنوان دانشمند مدعو در شرکت گوگل حضور داشت.